# Schlopp
Schlopp ist ein Gemeindeteil des Marktes Presseck im Landkreis Kulmbach (Oberfranken, Bayern). Schlopp liegt in der Gemarkung Wildenstein.

## Geografie
Das Dorf liegt am Südhang des Tannenknocks (594 m ü. NHN). Eine Gemeindeverbindungsstraße führt nach Premeusel (1,9 km nördlich) bzw. nach Wildenstein (0,7 km südwestlich). Ein Wirtschaftsweg führt nach Papiermühle (0,5 km östlich).

## Geschichte
Der Ort wurde als Waldhufendorf angelegt und 1024 erstmals urkundlich erwähnt.
Gegen Ende des 18. Jahrhunderts bestand Schlopp aus sechs Anwesen (1 Hof, 5 Güter). Die Herrschaft Wildenstein hatte das Hochgericht sowie die Grundherrschaft über die Anwesen.
Mit dem Gemeindeedikt wurde Schlopp dem 1808 gebildeten Steuerdistrikt Schwand und der im selben Jahr gebildeten Ruralgemeinde Schwand zugewiesen. 1818 wurde Schlopp dem Steuerdistrikt Presseck und der neu gebildeten Ruralgemeinde Wildenstein überwiesen. Am 1. Januar 1974 wurde Schlopp im Rahmen der Gebietsreform in Bayern in die Gemeinde Presseck eingegliedert.

### Baudenkmäler
- Haus Nr. 10: Wohnhaus

- Haus Nr. 6: Eingeschossiges, verputzt massives Wohnstallhaus mit Satteldach, Giebel verschiefert; Scheitelstein über Haustür bezeichnet „AB 1851“.[9] Das Haus listete Karl-Ludwig Lippert in dem Buch Landkreis Stadtsteinach von 1964 als Kunstdenkmal auf. Es ist in der Denkmalschutzliste nicht aufgeführt, da es entweder nicht aufgenommen, abgebrochen oder stark verändert wurde.

### Einwohnerentwicklung
| Jahr      | 001818 | 001819 | 001861 | 001871 | 001885 | 001900 | 001925 | 001950 | 001961 | 001970 | 001987 |
| Einwohner |        | 72     | 59     | 66     | 91     | 68     | 58     | 70     | 47     | 31     | 18     |
| Häuser    | 8      |        |        |        | 10     | 9      | 10     | 9      | 11     |        | 12     |
| Quelle    | [ 7 ]  | [ 11 ] | [ 12 ] | [ 13 ] | [ 14 ] | [ 15 ] | [ 16 ] | [ 17 ] | [ 18 ] | [ 19 ] | [ 1 ]  |

## Religion
Schlopp ist seit der Reformation evangelisch-lutherisch geprägt und nach Heilige Dreifaltigkeit (Presseck) gepfarrt.